# 真泽二仙宫
真泽二仙宫位于中国山西省壶关县树掌镇神郊村神北村外，属于在晋东南颇为流行的二仙信仰，宫内供奉以孝义著称的乐氏二女，香火很旺。2006年被列为第六批全国重点文物保护单位。
真泽二仙宫始建于唐，明万历二年（1574年）迁至今址。庙坐北朝南，五进院落，占地1.7万平方米，中轴线上依次排列有木牌枋、山门、当央殿、寝宫、圣母殿五栋建筑，两侧有配殿、廊房、钟鼓楼、插花楼和梳妆楼等建筑。其中主殿当央殿为元代建筑，余为明清建筑。当央殿面阔五间，进深六椽，单檐歇山顶，柱头斗栱为五铺作双抄，梁架结构为六椽栿对前乳栿通檐用三柱，殿内有壁画约76平方米。